# Davilla strigosa
Davilla strigosa är en tvåhjärtbladig växtart som beskrevs av Kubitzki. Davilla strigosa ingår i släktet Davilla, och familjen Dilleniaceae. Inga underarter finns listade i Catalogue of Life.